# Estlandssvenska

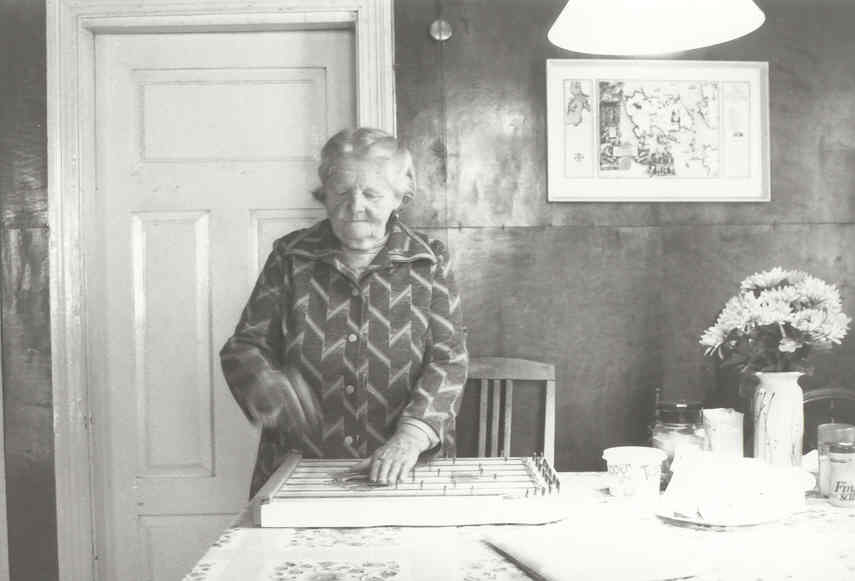
Maria Murman (född 9 mars 1911 på Broas-gården i Sviby på Ormsö, död 3 februari 2004 på ett äldreboende på Håkabackan på Ormsö), född Appelblom, spelar cittra och sjunger sin smått klassiska melodi "Du hemmets jord" på sin hemö Ormsö i Estland, lördagen den 14 augusti 1993. Bilden är tagen i Söderby på Ormsö, där hon bodde större delen av sitt liv.

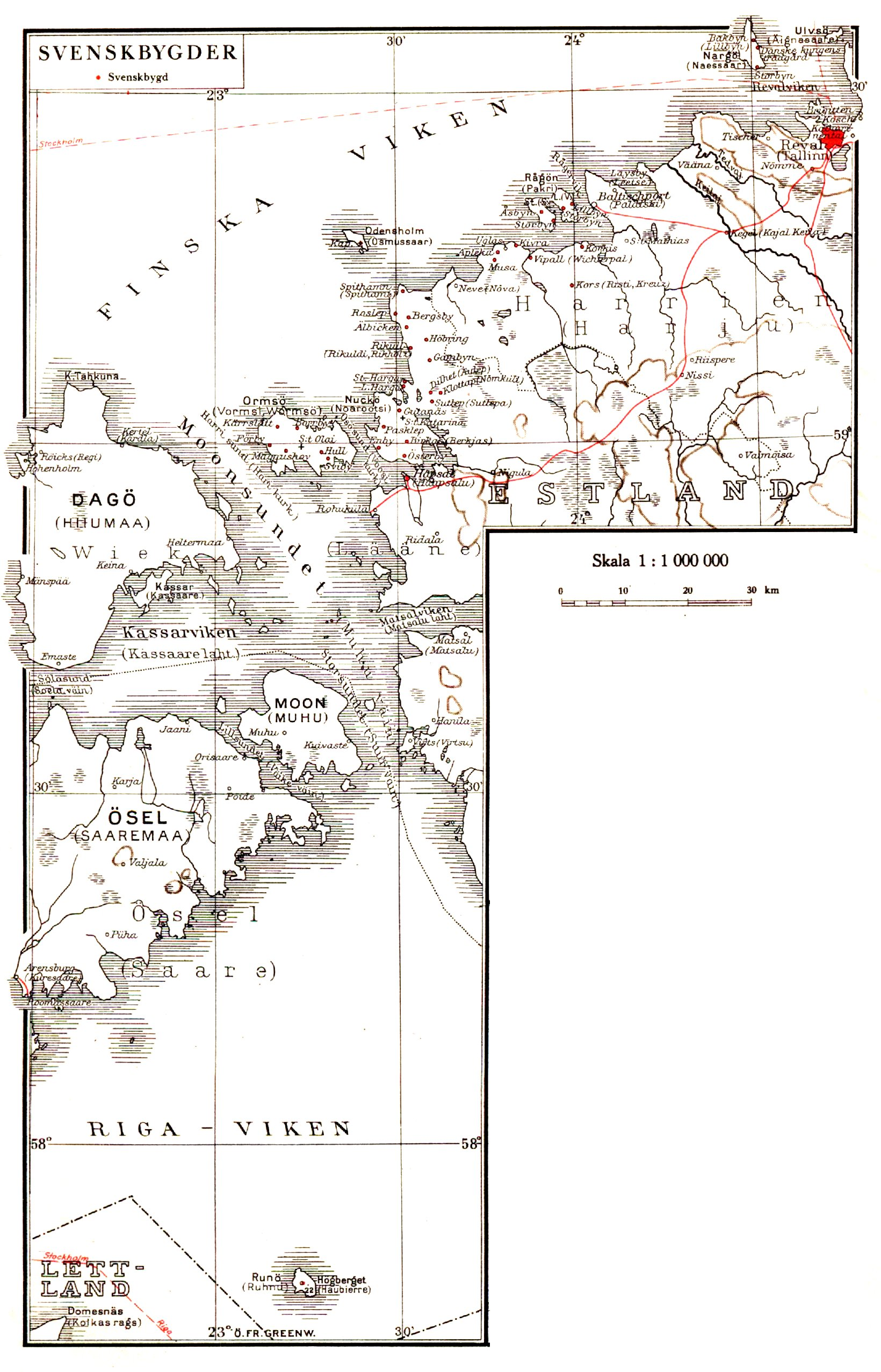
Karta från Svensk världsatlas (1930) som visar svenskbygder i Estland i rött.

Estlandssvenska, även estsvenska (estniska: rannarootsi keel), betecknar de östsvenska dialekter som talas eller har talats i Estlands svenskbygder, Aiboland, på öarna Ormsö, Ösel, Dagö, Lilla och Stora Rågö, Nuckö, Nargö, Odensholm och Runö, samt även i vissa mindre samhällen på estniska fastlandet, av de där boende estlandssvenskarna. Dialekterna har under århundraden utvecklats, i huvudsak oberoende av rikssvensk språkutveckling. I det estlandssvenska språket finns därför många både ålderdomliga och nybildade drag. Flera av dessa drag finns även i finlandssvenska.
Fram till evakueringen av estlandssvenskar under andra världskriget var svenska tillsammans med estniska umgängesspråk på de nämnda öarna. Efter Estlands självständighet har estlandssvenskan fått en ny chans i och med kurser i estlandssvenska vid folkskolor på Dagö och Ösel. Som modersmål är dialekten dock svårt hotad. Det nuvarande antalet talare är okänt, men de få talare som fortfarande finns kom till Sverige 1944–1945 och är alltså över 80 år.
Estlandssvenskan innefattar ett antal dialekter, till exempel rågömålet och nuckömålet.
Gammalsvenska, som talas i Gammalsvenskby i Ukraina, är en dialekt av estlandssvenska.

## Svenskspråkiga områden och dialekter
Estlandssvenskan är på intet sätt en enhetlig dialekt, utan består av ett antal olika dialekter som talats i relativ isolering från varandra. Således är även de estlandssvenska dialekter tämligen olika varandra. De estlandssvenska dialekterna kan enligt Edvin Lagman delas in fyra större dialektområden:
1. Ormsö, Nuckö, Dagö (med Gammalsvenskby), Rickul, Sutlep och Odensholm
2. Rågöarna, Vippal, Korkis
3. Nargö
4. Runö

Av dessa områden förlorade Nargö hela sin befolkning i början av 1700-talet och återbefolkades 1748 av nyländska bönder. Av den anledningen påminner nargömålet om nyländska dialekter i Finland. Vissa områden var tvåspråkiga mellan svenska och estniska, medan andra var mer enspråkigt svenska. Enspråkigt svenska var Rågöarna, Odensholm, Ormsö, Runö och till stor del Rickul på fastlandet. Nargö var tvåspråkigt, och likaså Vippal och Korkis på fastlandet. Sutlep och Nuckö var också till stor del tvåspråkiga. På Dagö var estlandssvenskarna i minoritet och efter deportationen till Ukraina 1781 försvann den svenskspråkiga befolkningen med tiden. De sista talarna ska enligt Nils Tiberg ha varit födda på 1860-talet och bodde i Röicks på 1940-talet. I Gammalsvenskby i Ukraina har en form av dagömålet dock fortlevat in på 2000-talet.
I det estlandssvenska området finns även städer såsom Hapsal, Tallinn (Reval) och Paldiski (Rågervik). I dessa talades estniska, tyska och ryska. Även svenska talades, delvis estlandssvensk dialekt av folk som var inflyttade från landsbygden, men mest standardspråket estlandssvensk högsvenska. Till exempel heter nötterna på de olika dialekterna följande:
| Nargö        | gnätena       |
| Stora Rågö   | niteri/nåtäna |
| Lilla Rågö   | nåtana        |
| Vippal       | nitre         |
| Dagö         | nätre         |
| Nuckö/Rickul | nitre/nottana |
| Ormsö        | nätre/nåttana |
| Runö         | nitro         |

## Språkliga särdrag
De dialektgeografiska förhållandena till övriga svenska dialekter är ännu inte klarlagda. Anknytningar kan göras åt olika håll och sannolikt har olika svenska dialektområden påverkat det estlandssvenska områdets dialekter under en lång tid. Många ord från bland annat tyskan, ryskan och estniska har även spelat en stor roll i arbetet med att försöka hitta likheter mellan dialekterna.
Även i ljudlärans område finns många ålderdomliga drag. Bland annat är de gamla fallande diftongerna /ai/, /au/ och /öy/ bevarade, men de har sedan omformats och reducerats till två. Estlandssvenskan visar även exempel på så kallade sekundära diftonger, till exempel i ord där stamstavelsen slutar på ett långt /å/ som i till exempel strå, gå och så vidare.
Flera pronomen har initialt /t/ istället för svenskans /d/, som till exempel tu för du, till följd av en annan behandling av äldre /þ/ i början av ord. För övrigt utmärks de estlandssvenska dialekterna av oförmjukade /k/ och /g/, konsonantgrupper innehållande dessa bokstäver (<gj>, <kj>, <sk>) uttalas som de skrivs även om <gj> på sina håll istället låtit som <dj>.

## Källhänvisningar